# Radosław Łuka
Radosław Łuka, pseudonim Luka – polski kompozytor muzyki filmowej oraz gitarzysta basowy w zespołach Mancu oraz Rotary. Nagrywał także jako muzyk sesyjny, między innymi z Robertem Gawlińskim oraz Kasią Stankiewicz, z którą związany był w życiu prywatnym.

## Dyskografia
z zespołem Mancu
- 1992 – Wyprawy
- 1994 – Twój wstyd
- 1999 – The Best Of

z zespołem Rotary
- 1996 – Rotary
- 1998 – Retronova

## Filmografia
- Pitbull. Ostatni pies (2018)
- Londyńczycy (2008–2009)
- Twarzą w twarz (2007–2008)
- Pitbull (serial) (2005–2008)
- PitBull (2005)
- Symetria (2003)